# تيسل
تيسل Texel  هي مدينة وبلدية بمقاطعة شمال هولندا، هولندا. وهي عبارة عن جزيرة تقع في بحر الشمال، وهي أكبر الجزر مساحةً وسكاناً وتقع في أقصى غرب أرخبيل فريزلاند.

## طوبوغرافيا
خريطة طوبوغرافية هولندية لبلدية تيسل، 2014، (تقرأ بعد ثلاث نقرات على الخريطة).

## معرض صور

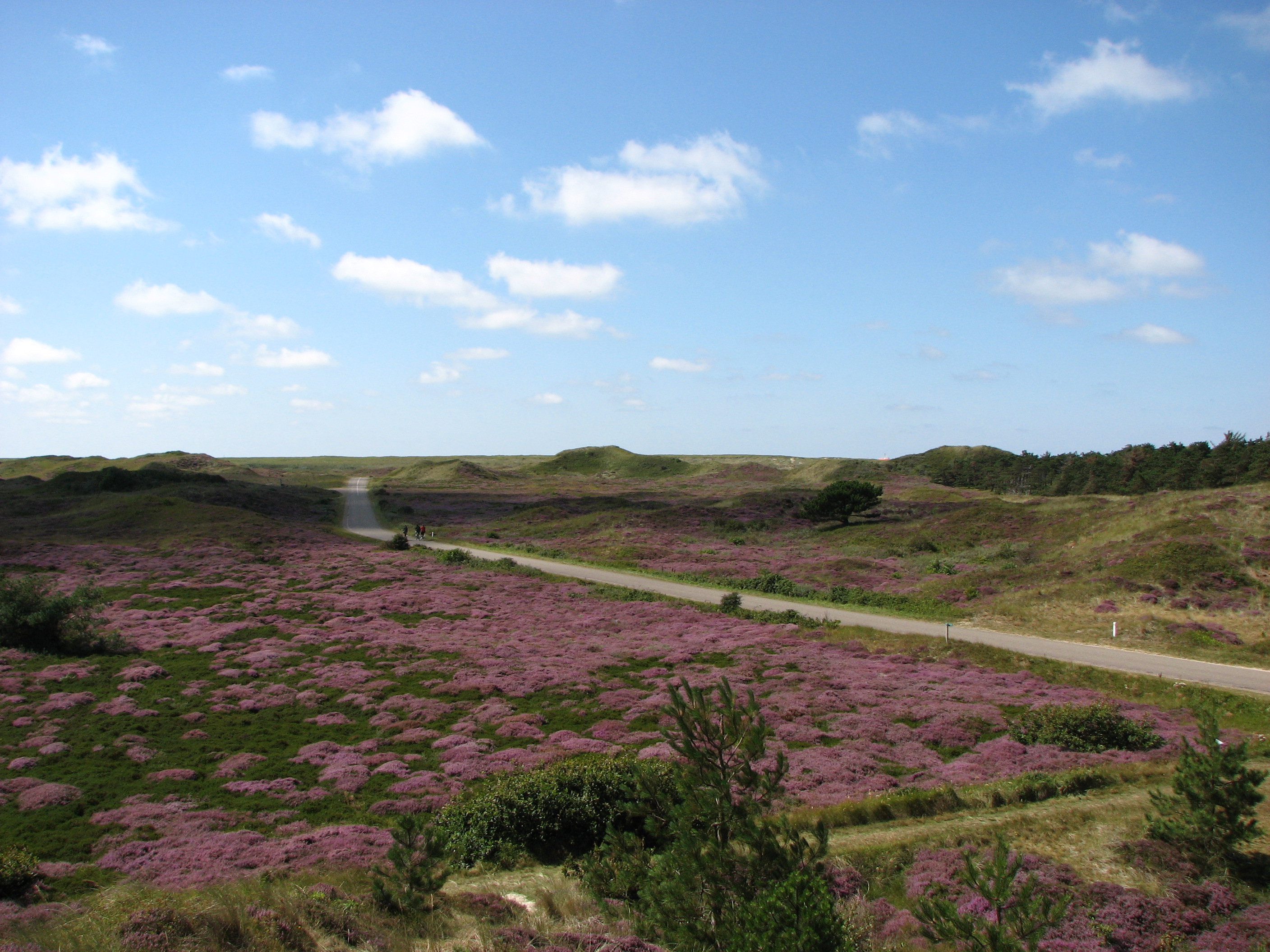
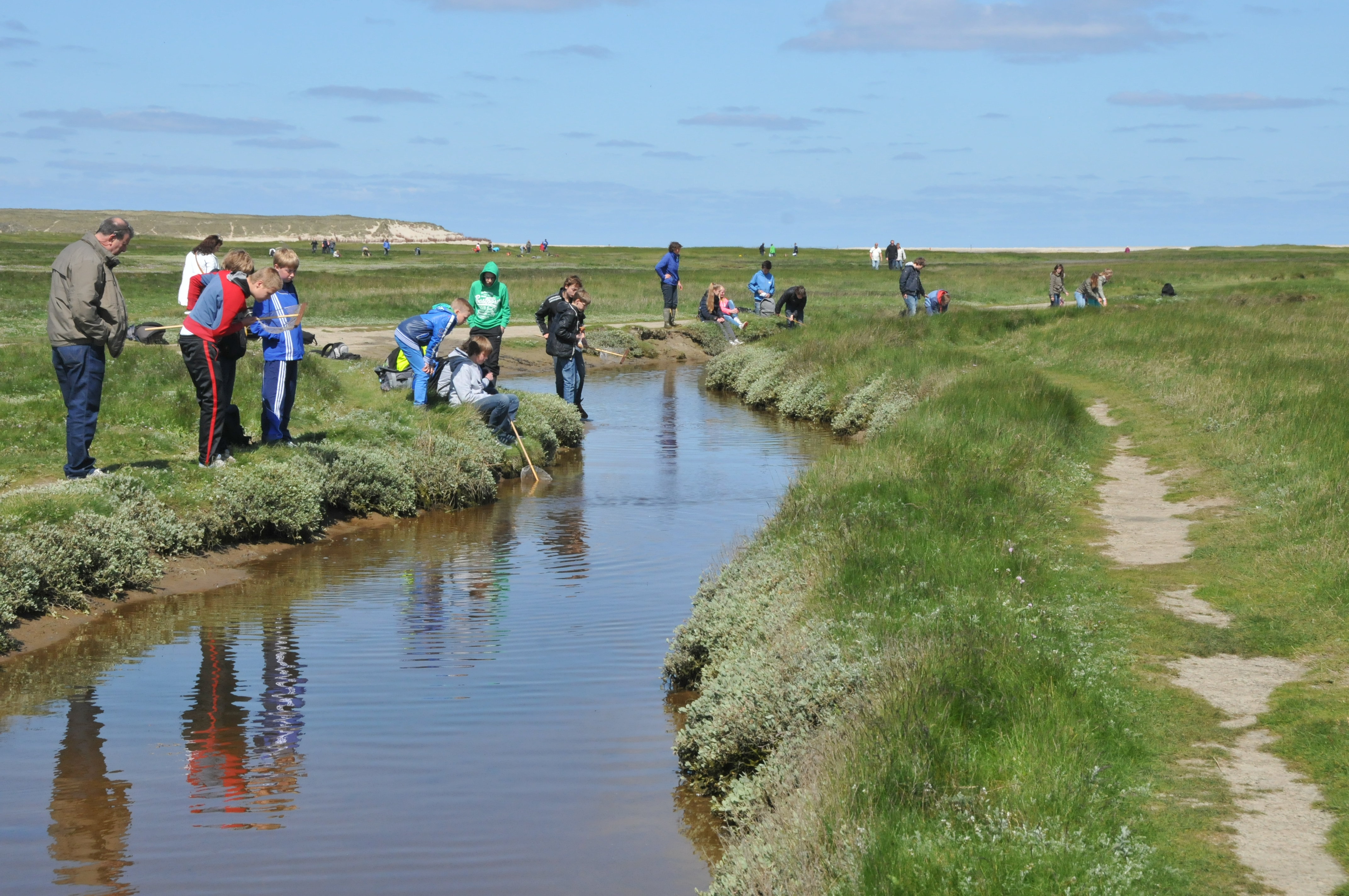
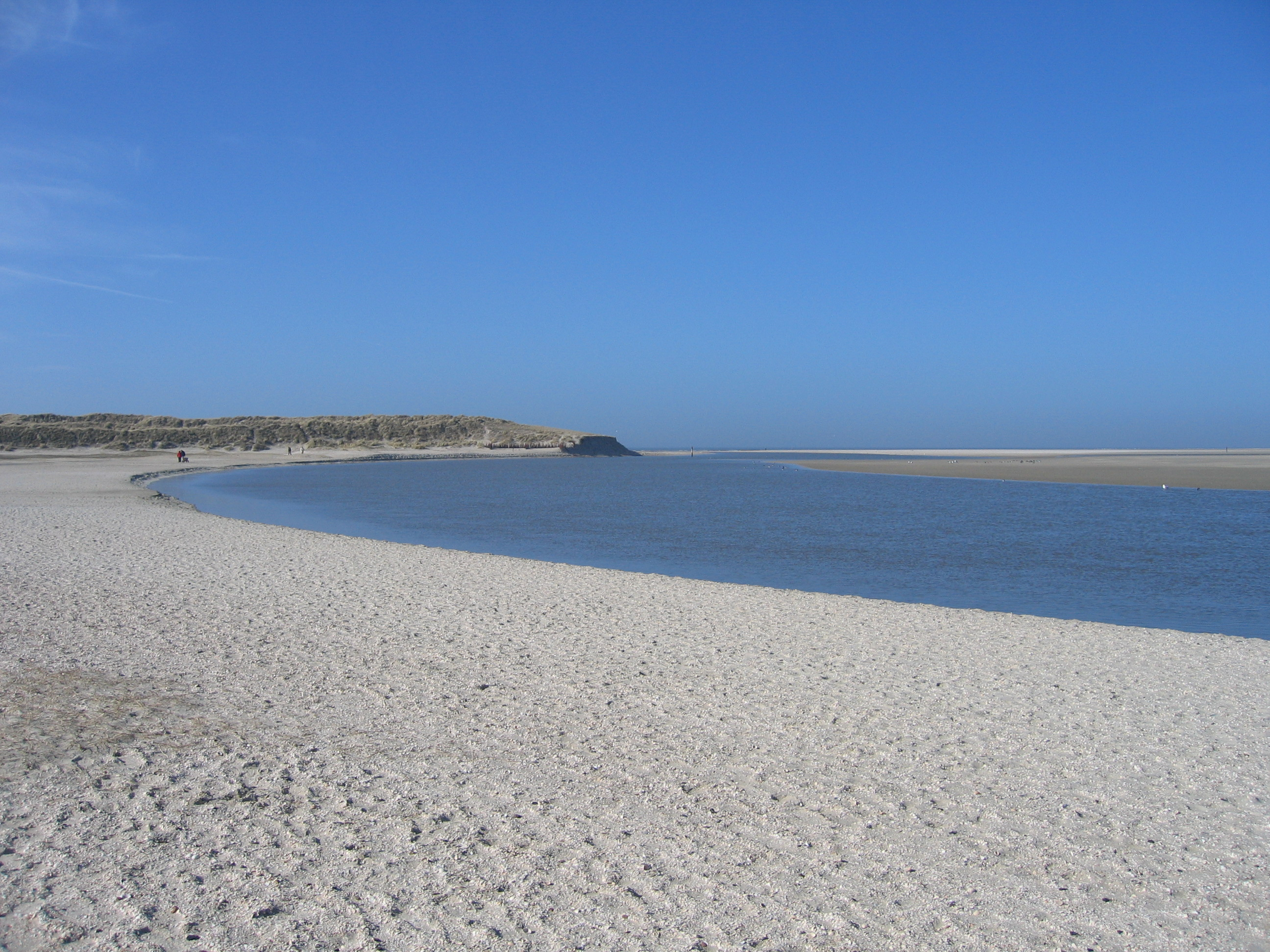
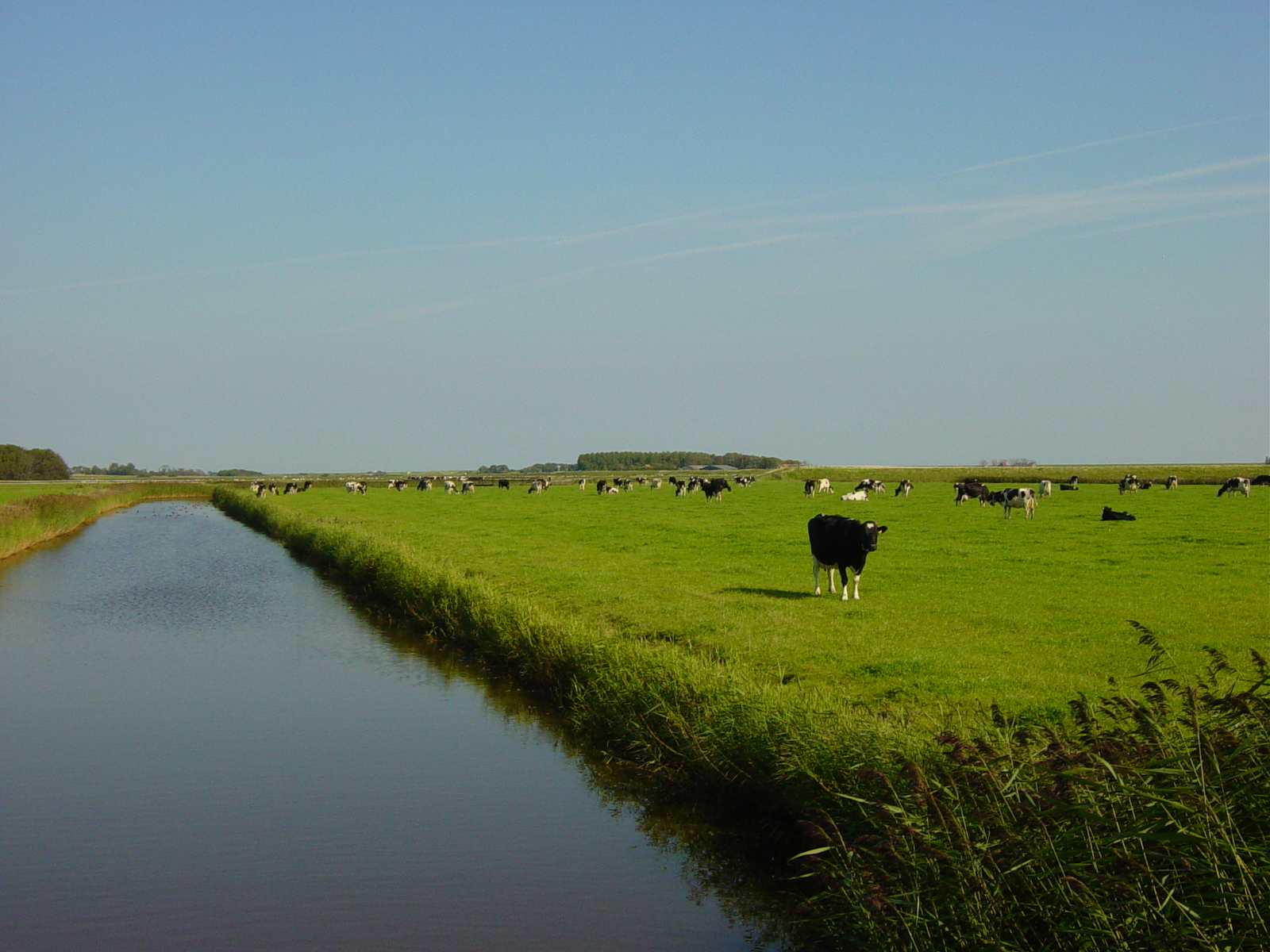

## أعلام
- جورج ثييل
- فيليم هندريك كيسوم
- يان فولكرز